# Гендрік Толленс
Гендрік Толленс (нід. Hendrik Tollens; повне ім'я — Генріх Франсіск Каролюсзон Толленс / нід. Henricus Franciscus Caroluszoon (Hendrik) Tollens; *24 вересня 1780, Роттердам — 21 жовтня 1856, Рейсвейк) — нідерландський поет, дуже відомий своїм твором «Ті, в кого нідерландська кров», що у 1815—1932 роки був гімном Нідерландів. Толленс був найпопулярнішим і таким, якого найбільше читали, поетом свого часу.

## Життєпис

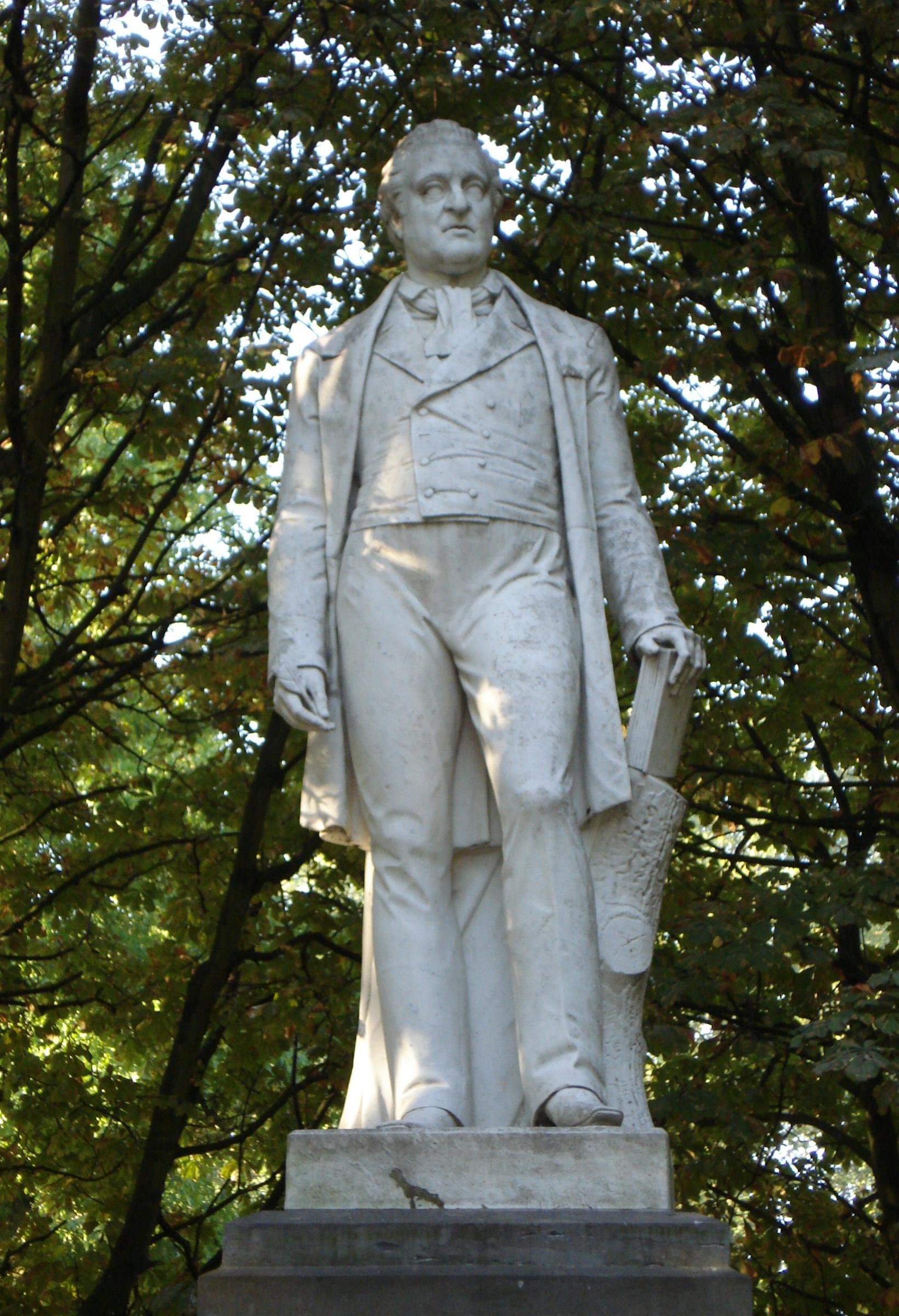
Пам'ятник Толленсу в Роттердамі

Гендрік Толленс народився 24 вересня 1780 року в місті Роттердамі. За фахом він був купцем. Спершу Толленс писав трагедії та комедії, які потім волів не поміщати у видання своїх творів.
У своїх численних творах (пісні, що стали народними, балади, романси, віршовані легенди, пасторалі та інше) Толленс охоче розробляв нідерландську національну тематику, прославляючи життєвий достаток і домашній затишок.
Одним з найвідоміших творів Гендріка Толленса є поема «Зимівля голландців на Новій Землі» (нід. De overwintering op Nowa-Zembla), написана в 1819 році на тему третьої мандрівки-плавання Баренца (1596—97), витримала декілька видань і перекладена французькою, німецькою, англійською мовами.
У віці 21 жовтня 1856 року Гендрік Толленс помер у місті Рейсвейку.
Зібрання творів Толленса було видано в Лейвардені в 1876 році. Толленс тривалий час був найулюбленішим і найвідомішим нідерландським поетом. Нідерландські інтелігенти й обивателі часто цитували Гендріка Толленса, що вважався національним поетом.
У рідному місті Толленса Роттердамі в 1860 році поетові споруджений пам'ятник.